# 元浦川

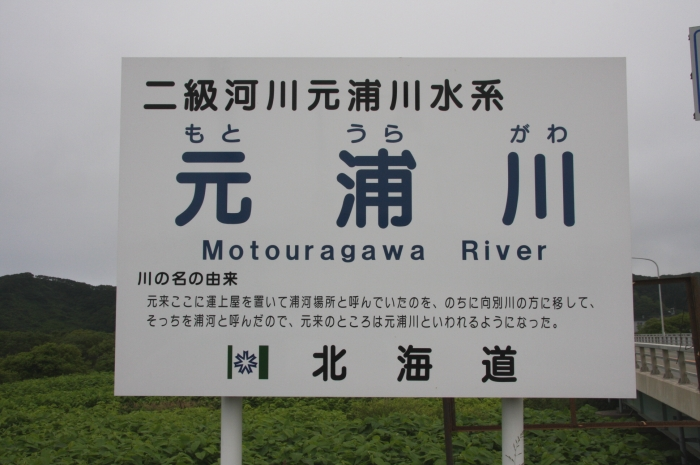
荻伏大橋にある元浦川の河川標識

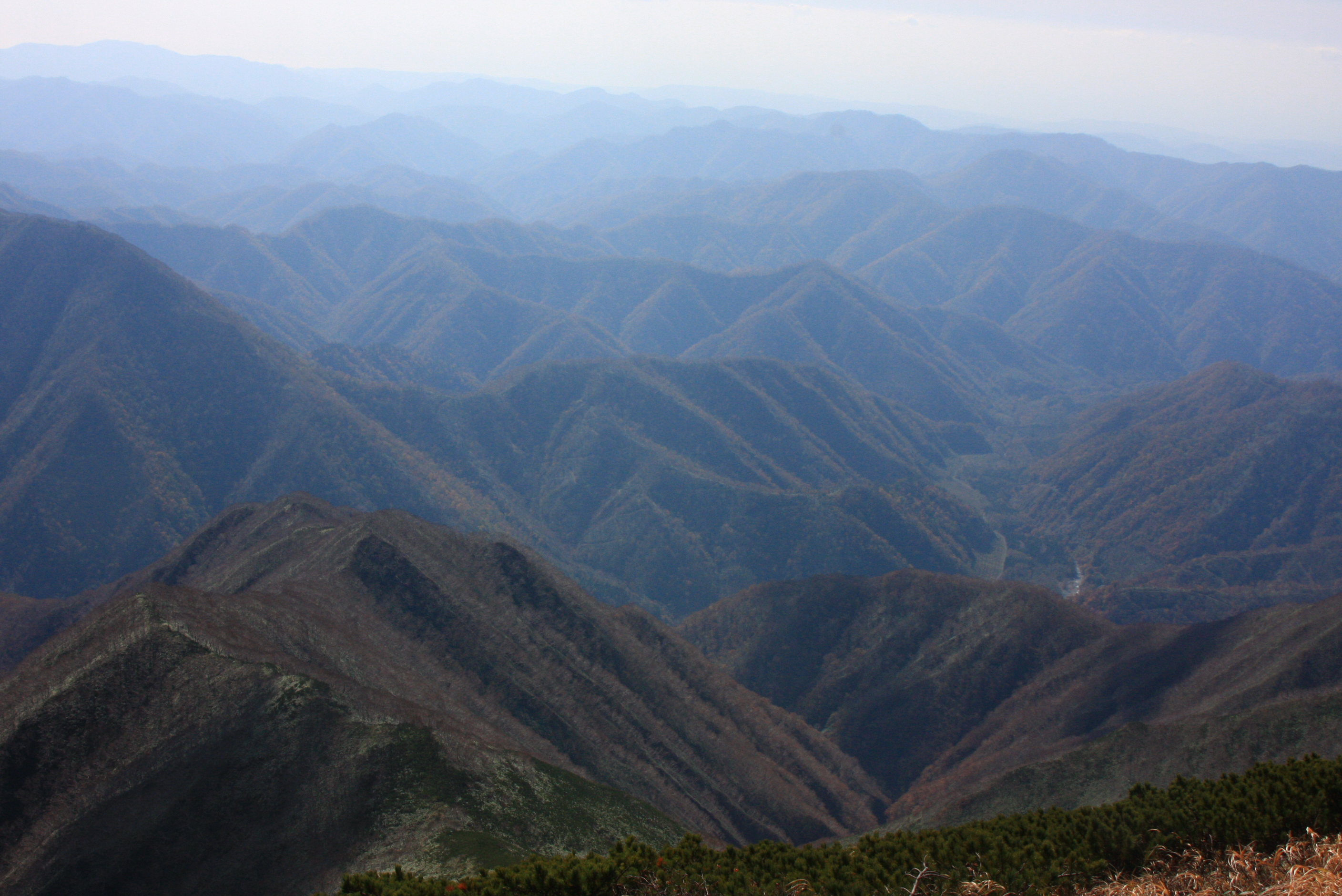
源頭の神威岳より俯瞰するニシュオマナイ川のV字谷

元浦川（もとうらがわ）は、北海道日高振興局管内を流れ太平洋に注ぐ二級河川。元浦川水系の本流である。上流域は日高山脈襟裳十勝国立公園に指定されている。

## 地理
日高振興局浦河郡浦河町と十勝総合振興局広尾郡大樹町との境界にある日高山脈の神威岳で、ニシュオマイ川として源を発し、ソエマツ岳から源を発するソエマツ川との合流地点で元浦川と呼称を変え、上野深を経て荻伏付近の河口で太平洋に注ぐ。

## 名称の由来
もともとここに運上屋（会所）が置かれ浦川（ウラカワ）場所と呼ばれていたが、後に現市街地付近に移されて地名も移ったため、元浦川と呼ばれるようになった。
「ウラカワ」の地名由来は諸説ありはっきりしないが、一説には「ウラㇻペッ（urar-pet）」（霧・川）からとされている。このほか、「腸」を指すとされる「オラカ」「ウラカ」といった語を語源としてとる説もある。

## 流域の自治体
北海道
- 日高振興局浦河郡浦河町

## 支流
括弧内は流域の自治体。
- ニシュオマナイ川（浦河町）
- ソエマツ川（浦河町）
- ショロカンベツ川（浦河町）
- ナイ川（浦河町）

## 主な橋梁
- 神威橋 - 元浦川林道
- 元浦橋 - 北海道道746号高見西舎線
- 上野深橋
- ルスナイ橋
- 野深橋
- 姉茶橋
- 富栄橋 - 北海道道1025号静内浦河線
- 元浦川橋梁 - JR日高本線
- 荻伏大橋 - 国道235号